# Consorti dei sovrani di Württemberg
La regina del Württemberg era la regina consorte del sovrano del regno del Württemberg, dalla sua istituzione nel 1806 alla sua dissoluzione nel 1918. A causa della legge salica, tutti i sovrani di Württemberg dovevano essere maschi quindi non c'è mai stata una regina regnante del Württemberg.

## Duchessa consorte del Württemberg
Württemberg, 1495–1803 
| Immagine                                    | Nome                                        | Padre                                                                   | Nascita           | Matrimonio         | Diventò duchessa                     | Cessò di essere duchessa              | Morte            | Consorte            |
| ------------------------------------------- | ------------------------------------------- | ----------------------------------------------------------------------- | ----------------- | ------------------ | ------------------------------------ | ------------------------------------- | ---------------- | ------------------- |
|                                             | Barbara Gonzaga                             | Ludovico III Gonzaga, marchese di Mantova (Gonzaga)                     | 11 dicembre 1455  | 4 giugno 1474      | 21 luglio 1495 Creata duchessa       | 24 febbraio 1496 morte del marito     | 30 maggio 1503   | Eberardo I          |
|                                             | Elisabetta di Brandeburgo                   | Elettore Alberto III di Brandeburgo (Hohenzollern)                      | 29 ottobre 1451   | aprile/maggio 1467 | 24 febbraio 1496 ascesa del marito   | 11 giugno 1498 morte del marito       | 28 marzo 1524    | Eberardo II         |
|                                             | Sabina di Baviera                           | Duca Alberto IV di Baviera (Wittelsbach)                                | 24 aprile 1492    | 2 marzo 1511       | 2 marzo 1511                         | gennaio 1519 desposizione del marito  | 30 agosto 1564   | Ulrico              |
| Württemberg annesso dall'Austria 1519–1534. |                                             |                                                                         |                   |                    |                                      |                                       |                  |                     |
|                                             | Sabina di Baviera                           | Duca Alberto IV di Baviera (Wittelsbach)                                | 24 aprile 1492    | 2 marzo 1511       | maggio 1534 restaurazione del marito | 6 novembre 1550 morte del marito      | 30 agosto 1564   | Ulrico              |
|                                             | Anna Maria di Brandeburgo-Ansbach           | Margravio Giorgio di Brandeburgo-Ansbach (Hohenzollern)                 | 28 dicembre 1526  | 24 febbraio 1544   | 6 novembre 1550 ascesa del marito    | 28 dicembre 1568 morte del marito     | 20 maggio 1589   | Cristoforo          |
|                                             | Dorotea Ursula di Baden-Durlach             | Margravio Carlo II di Baden-Durlach (Zähringen)                         | 20 giugno 1559    | 7 novembre 1575    | 7 novembre 1575                      | 19 maggio 1583                        | 19 maggio 1583   | Ludovico III        |
|                                             | Ursula del Palatinato-Veldenz               | Conte palatino Giorgio Giovanni I del Palatinato-Veldenz (Wittelsbach)  | 24 febbraio 1572  | 10 maggio 1585     | 10 maggio 1585                       | 18 agosto 1593 morte del marito       | 15 febbraio 1635 | Ludovico III        |
|                                             | Sibilla di Anhalt                           | Principe Gioacchino Ernesto di Anhalt (Ascania)                         | 28 settembre 1564 | 22 maggio 1581     | 18 agosto 1593 ascesa del marito     | 29 gennaio 1608 morte del marito      | 26 ottobre 1614  | Federico I          |
|                                             | Barbara Sofia di Brandeburgo                | Elettore Gioacchino III Federico di Brandeburgo (Hohenzollern)          | 16 novembre 1584  | 5 novembre 1609    | 5 novembre 1609                      | 18 luglio 1628 morte del marito       | 13 febbraio 1636 | Giovanni Federico   |
|                                             | Anna Caterina Dorotea di Salm-Kyrburg       | Conte Giovanni Casimiro di Salm-Kyrburg (Salm-Kyrburg)                  | 27 gennaio 1614   | 26 febbraio 1637   | 26 febbraio 1637                     | 27 giugno 1655                        | 27 giugno 1655   | Eberardo III        |
|                                             | Maria Dorotea Sofia di Oettingen            | Conte Gioacchino Ernesto I di Oettingen-Oettingen (Oettingen-Oettingen) | 29 dicembre 1639  | 20 luglio 1656     | 20 luglio 1656                       | 2 luglio 1674 morte del marito        | 29 giugno 1698   | Eberardo III        |
|                                             | Maddalena Sibilla d'Assia-Darmstadt         | Langravio Luigi VI d'Assia-Darmstadt (Assia)                            | 28 aprile 1652    | 6 novembre 1673    | 2 luglio 1674 ascesa del marito      | 23 giugno 1677 morte del marito       | 11 agosto 1712   | Guglielmo Ludovico  |
|                                             | Giovanna Elisabetta di Baden-Durlach        | Margravio Federico VII di Baden-Durlach (Zähringen)                     | 3 ottobre 1680    | 6/16 maggio 1697   | 6/16 maggio 1697                     | 31 ottobre 1733 morte del marito      | 2 luglio 1757    | Eberardo Ludovico   |
|                                             | Maria Augusta di Thurn und Taxis            | Principe Anselmo Francesco di Thurn und Taxis (Thurn und Taxis)         | 11 agosto 1706    | 1º maggio 1727     | 31 ottobre 1733 ascesa del marito    | 12 marzo 1737 morte del marito        | 1º febbraio 1756 | Carlo Alessandro    |
|                                             | Elisabetta Federica di Brandeburgo-Bayreuth | Margravio Federico di Brandeburgo-Bayreuth (Hohenzollern)               | 30 agosto 1732    | 26 settembre 1748  | 26 settembre 1748                    | 6 aprile 1780                         | 6 aprile 1780    | Carlo Eugenio       |
|                                             | Federica Dorotea di Brandeburgo-Schwedt     | Margravio Federico Guglielmo di Brandeburgo-Schwedt (Hohenzollern)      | 18 dicembre 1736  | 2 novembre 1753    | 20 maggio 1795 ascesa del marito     | 23 dicembre 1797 morte del marito     | 9 marzo 1798     | Federico II Eugenio |
|                                             | Carlotta di Gran Bretagna                   | Re Giorgio III del Regno Unito (Hannover)                               | 29 settembre 1756 | 18 maggio 1797     | 23 dicembre 1797 ascesa del marito   | 25 febbraio 1803 elevata ad elettrice | 5 ottobre 1828   | Federico II         |

 Württemberg-Mömpelgard 
| Immagine | Nome                                   | Padre                                          | Nascita          | Matrimonio       | Diventò duchessa                 | Cessò di essere duchessa         | Morte            | Consorte          |
| -------- | -------------------------------------- | ---------------------------------------------- | ---------------- | ---------------- | -------------------------------- | -------------------------------- | ---------------- | ----------------- |
|          | Elisabetta Maddalena d'Assia-Darmstadt | Luigi V d'Assia-Darmstadt (Assia)              | 23 aprile 1600   | 13 luglio 1617   | 13 luglio 1617                   | 9 giugno 1624                    | 9 giugno 1624    | Ludovico Federico |
|          | Anna Eleonora di Nassau-Weilburg       | Giovanni Casimiro di Nassau-Weilburg (Nassau)  | 29 marzo 1602    | 14 maggio 1625   | 14 maggio 1625                   | 26 gennaio 1631 morte del marito | 7 settembre 1685 | Ludovico Federico |
|          | Sibilla di Württemberg                 | Giovanni Federico di Württemberg (Württemberg) | 4 dicembre 1620  | 22 novembre 1647 | 22 novembre 1647                 | 15 giugno 1662 morte del marito  | 21 maggio 1707   | Leopoldo Federico |
|          | Anna di Coligny                        | Gaspard III de Coligny (Coligny)               | 4 settembre 1624 | 9 marzo 1648     | 15 giugno 1662 ascesa del marito | 13 gennaio 1680                  | 13 gennaio 1680  | Giorgio II        |

 Württemberg-Weiltingen 
| Immagine | Nome                                         | Padre                                                 | Nascita      | Matrimonio     | Diventò duchessa | Cessò di essere duchessa        | Morte          | Consorte        |
| -------- | -------------------------------------------- | ----------------------------------------------------- | ------------ | -------------- | ---------------- | ------------------------------- | -------------- | --------------- |
|          | Anna Sabina di Schleswig-Holstein-Sonderburg | Giovanni di Schleswig-Holstein-Sonderburg (Oldenburg) | 7 marzo 1593 | 1 gennaio 1618 | 1 gennaio 1618   | 25 aprile 1635 morte del marito | 18 luglio 1659 | Giulio Federico |

 Württemberg-Oels 
| Immagine | Nome                                        | Padre                                                       | Nascita          | Matrimonio      | Diventò duchessa       | Cessò di essere duchessa        | Morte           | Consorte                |
| -------- | ------------------------------------------- | ----------------------------------------------------------- | ---------------- | --------------- | ---------------------- | ------------------------------- | --------------- | ----------------------- |
|          | Elisabetta Maria di Münsterberg-Oels        | Carlo Federico I di Münsterberg-Oels (Podiebrad)            | 11 maggio 1625   | 1 maggio 1647   | 1649                   | 24 aprile 1664 morte del marito | 17 marzo 1686   | Silvio I Nimrod         |
|          | Eleonora Carlotta di Württemberg-Mömpelgard | Giorgio II di Württemberg-Mömpelgard (Württemberg)          | 20 novembre 1656 | 7 maggio 1672   | 7 maggio 1672          | 3 giugno 1697 morte del marito  | 13 aprile 1743  | Silvio II Federico      |
|          | Sofia Guglielmina della Frisia orientale    | Enno Luigi della Frisia orientale (Cirksena)                | 17 ottobre 1659  | 4 febbraio 1695 | 4 febbraio 1695        | 4 febbraio 1698                 | 4 febbraio 1698 | Cristiano Ulrico I      |
|          | Sofia di Meclemburgo-Güstrow                | Gustavo Adolfo di Meclemburgo-Güstrow (Meclemburgo)         | 21 giugno 1662   | 6 dicembre 1700 | 6 dicembre 1700        | 5 aprile 1704 morte del marito  | 1 giugno 1738   | Cristiano Ulrico I      |
|          | Sibilla Carlotta di Württemberg-Weiltingen  | Federico Ferdinando di Württemberg-Weiltingen (Württemberg) | 1690             | 21 aprile 1709  | 21 aprile 1709         | 1735                            | 1735            | Carlo Federico II       |
|          | Maria Sofia Guglielmina di Solms-Laubach    | Federico Ernesto di Solms-Laubach (Solms)                   |                  | 8 aprile 1741   | 1744 ascesa del marito | 14 dicembre 1792                | 1793            | Carlo Cristiano Ermanno |

 Württemberg-Neuenstadt 

## Elettrice consorte di Württemberg
Württemberg, 1803–1806 
| Immagine | Nome                      | Padre                                    | Nascita           | Matrimonio     | Diventò elettrice                    | Cesso di essere elettrice        | Morte          | Consorte    |
| -------- | ------------------------- | ---------------------------------------- | ----------------- | -------------- | ------------------------------------ | -------------------------------- | -------------- | ----------- |
|          | Carlotta di Gran Bretagna | Re Giorgio III del Regno Unito (Hanover) | 29 settembre 1756 | 18 maggio 1797 | 25 febbraio 1803 elevata da duchessa | 1º gennaio 1806 elevata a regina | 5 ottobre 1828 | Federico II |

## Regina consorte di Württemberg
Württemberg, 1806–1918 
| Immagine | Nome                         | Padre                                                     | Nascita           | Matrimonio      | Diventò regina                       | Cessò di essere regina                  | Morte           | Consorte     |
| -------- | ---------------------------- | --------------------------------------------------------- | ----------------- | --------------- | ------------------------------------ | --------------------------------------- | --------------- | ------------ |
|          | Carlotta di Gran Bretagna    | Re Giorgio III del Regno Unito (Hanover)                  | 29 settembre 1756 | 18 maggio 1797  | 1º gennaio 1806 elevata da elettrice | 30 ottobre 1816 morte del marito        | 5 ottobre 1828  | Federico I   |
|          | Caterina Pavlovna di Russia  | Zar Paolo I di Russia (Romanov)                           | 10 maggio 1788    | 24 gennaio 1816 | 30 ottobre 1816 ascesa del marito    | 19 gennaio 1819                         | 19 gennaio 1819 | Guglielmo I  |
|          | Paolina di Württemberg       | Duca Ludovico Federico di Württemberg (Württemberg)       | 4 settembre 1800  | 15 aprile 1820  | 15 aprile 1820                       | 25 giugno 1864 morte del marito         | 10 maggio 1873  | Guglielmo I  |
|          | Olga Nikolaevna di Russia    | Zar Nicola I di Russia (Romanov)                          | 11 settembre 1828 | 13 luglio 1848  | 25 giugno 1864 ascesa del marito     | 6 ottobre 1891 morte del marito         | 30 ottobre 1892 | Carlo I      |
|          | Carlotta di Schaumburg-Lippe | Principe Guglielmo di Schaumburg-Lippe (Schaumburg-Lippe) | 10 ottobre 1864   | 8 aprile 1886   | 6 ottobre 1891 ascesa del marito     | 30 novembre 1918 abdicazione del marito | 16 luglio 1946  | Guglielmo II |

## Titolare Regina consorte di Württemberg
Württemberg, dal 1918 
| Immagine | Nome                         | Padre                                                            | Nascita           | Matrimonio     | Diventò regina                          | Cessò di essere regina          | Morte             | Consorte        |
| -------- | ---------------------------- | ---------------------------------------------------------------- | ----------------- | -------------- | --------------------------------------- | ------------------------------- | ----------------- | --------------- |
|          | Carlotta di Schaumburg-Lippe | Principe Guglielmo di Schaumburg-Lippe (Schaumburg-Lippe)        | 10 ottobre 1864   | 8 aprile 1886  | 30 novembre 1918 abdicazione del marito | 2 ottobre 1921 morte del marito | 16 luglio 1946    | Guglielmo II    |
|          | Rosa d'Asburgo-Toscana       | Arciduca Pietro Ferdinando d'Austria (Asburgo-Lorena di Toscana) | 22 settembre 1906 | 1º agosto 1928 | 31 ottobre 1939 ascesa del marito       | 15 aprile 1975 morte del marito | 17 settembre 1983 | Filippo Alberto |
|          | Diana d'Orléans              | Principe Enrico, conte di Parigi (Borbone-Orléans)               | 24 marzo 1940     | 21 luglio 1960 | 15 aprile 1975 ascesa del marito        | in carica                       |                   | Carlo           |